# Migoplastis ceylanica
Migoplastis ceylanica là một loài bướm đêm thuộc phân họ Arctiinae, họ Erebidae.